# سعود بن جاسم الجفيري
سعود بن جاسم الجفيري سياسي ودبلوماسي قطري والسفير الحالي لدولة قطر في جمهورية سنغافورة، ولد في الدوحة بتاريخ 1-1-1960م، عمل في بداية حياته المهنية كباحث اقتصادي في وزارة المالية والاقتصاد وحصل على عدة ترقيات حتى أصبح وكيلاً لوزارة المالية والاقتصاد عام 2007م، ثم أصبح مستشار اقتصادي في مكتب وزير الاقتصاد والتجارة ومثّل الجفيري دولة قطر في اجتماعات المنظمات الاقتصادية الدولية على مستوى الخبراء كما انه عضو في عدد من اللجان القطرية، انتدب عام 2019 ليصبح سفير دولة قطر لدى جمهورية سنغافورة.

## المؤهلات العلمية
- ماجستير في التخطيط الاقتصادي والاجتماعي من جامعة الخليج عام 1991م.
- بكالوريوس العلوم السياسية والاجتماعية من كلية وورنر باسفيك بالولايات المتحدة الأمريكية عام 1981م.

### اللغات
العـربيـة (اللغة الام)، الانجـليـزيـة (لغة ثانية)

## الخبرات المهنية
- باحث اقتصادي – وزارة المالية والاقتصاد والتجارة خلال الفترة 1981-1984م.
- رئيس قسم المقاييس– وزارة المالية الاقتصاد والتجارة للفترة 1984-1991م.
- مساعد مدير إدارة الشئون الاقتصادية – وزارة المالية والاقتصاد والتجارة للفترة 1991-2002م.
- مدير إدارة الشئون الاقتصادية-وزارة الاقتصاد والتجارة خلال الفترة 2002 - 2010م.
- منح درجة وكيل وزارة مساعد لوزارة الاقتصاد والتجارة عام 2007م.
- مستشار اقتصادي بمكتب وزير الاقتصاد والتجارة للفترة 2010 – 2017م.
- رئيس لجنة متابعة زيارات حضرة صاحب السمو أمير البلاد المفدى وزيارات كبار المسؤولين بالدولة وزيارات كبار المسؤولين الأجانب إلى دولة قطر بوزارة الخارجية خلال الفترة 2017–2019م.
- سفير فوق العادة مفوض لدولة قطر لدى جمهورية سنغافورة منذ العام 2019م،[3] وما زال.